# Бускетс, Эсекиэль
Эсекиэ́ль Бу́скетс Сангине́тти (исп. Ezequiel Busquets Sanguinetti; родился 24 октября 2000 года, Монтевидео) — уругвайский футболист, защитник клуба «Пеньяроль».

## Клубная карьера
Бускетс начал профессиональную карьеру в клубе «Пеньяроль». 12 августа 2018 года в матче против столичного «Ливерпуля» он дебютировал в уругвайской Примере. В том же году Бускетс завоевал Суперкубок Уругвая и впервые в карьере стал чемпионом страны. В том числе Эсекиэль провёл весь матч за чемпионский титул против «Насьоналя», состоявшийся 11 ноября.
В сезоне 2020/21 на правах аренды выступал за испанскую «Марбелью».

## Международная карьера
В 2019 году Бускетс в составе молодёжной сборной Уругвая принял участие в молодёжном чемпионате Южной Америки в Чили. На турнире он сыграл в матчах против команд Перу, Венесуэлы, Колумбии, а также дважды Эквадора и Аргентины.

## Достижения
- Чемпион Уругвая (2): 2018, 2021
- Бронзовый призёр чемпионат Южной Америки среди молодёжных команд: 2019